# İvan Tixonov
İvan Tixonov (Syzran', 21 aprile 1996) è un ginnasta azero.
Si è qualificato per competere per l'Azerbaigian alle Olimpiadi estive 2020 nell'evento a tutto tondo di ginnastica artistica maschile.